# Ali ibn Mamun
Abu l-Hasan Ali ibn Mamun fou xa de Coràsmia, el segon de la dinastia mamúnida de Coràsmia, del 997 a una data a l'entorn del 1008/1009.
Es va casar amb Kah Khaldji germana de Mahmud de Gazni (i a la seva mort fou la dona del seu germà i successor Abu l-Abbas Mamun II el 1016). Aquest matrimoni va enllaçar les dues dinasties però fou la via per la qual Mahmud de Gazni va acabar conquerint Coràsmia.
Tot i el seu matrimoni va estar distanciat dels gaznèvides i aliat als karakhànides que havien conquerit Transoxiana als samànides. La data de la seva mort és incerta però no fou abans del 1006 ni després del 1010.